# Ajaví (Trolebús de Quito)
Ajaví es la novena parada del Corredor Trolebús, en el sur de la ciudad de Quito. Se ubica en la avenida teniente Hugo Ortiz, intersección con Ajaví, en la parroquia La Argelia. Fue construida durante la administración del alcalde Roque Sevilla e inaugurada durante la administración de Paco Moncayo (2000), como parte de la primera ampliación del sistema hacia el extremo más meridional de la urbe. Su iconografía hace alusión a la escuela Consejo Provincial, que se encuentra el extremo occidente de la avenida.
Toma su nombre del barrio homónimo en el que se encuentra la estructura, sirviendo al sector circundante.